# Erika Villaécija García
Erika Villaécija García (Barcelona, 2 de junho de 1984) é uma maratonista aquática espanhola.

## Carreira

### Rio 2016
Villaécija García competiu nos 10 km feminino nos Jogos Olímpicos de Verão de 2016, ficando na 17ª colocação.